# Maschane erratipennis
Maschane erratipennis är en fjärilsart som beskrevs av Walker 1863. Maschane erratipennis ingår i släktet Maschane och familjen tandspinnare. Inga underarter finns listade i Catalogue of Life.